# Xanrey

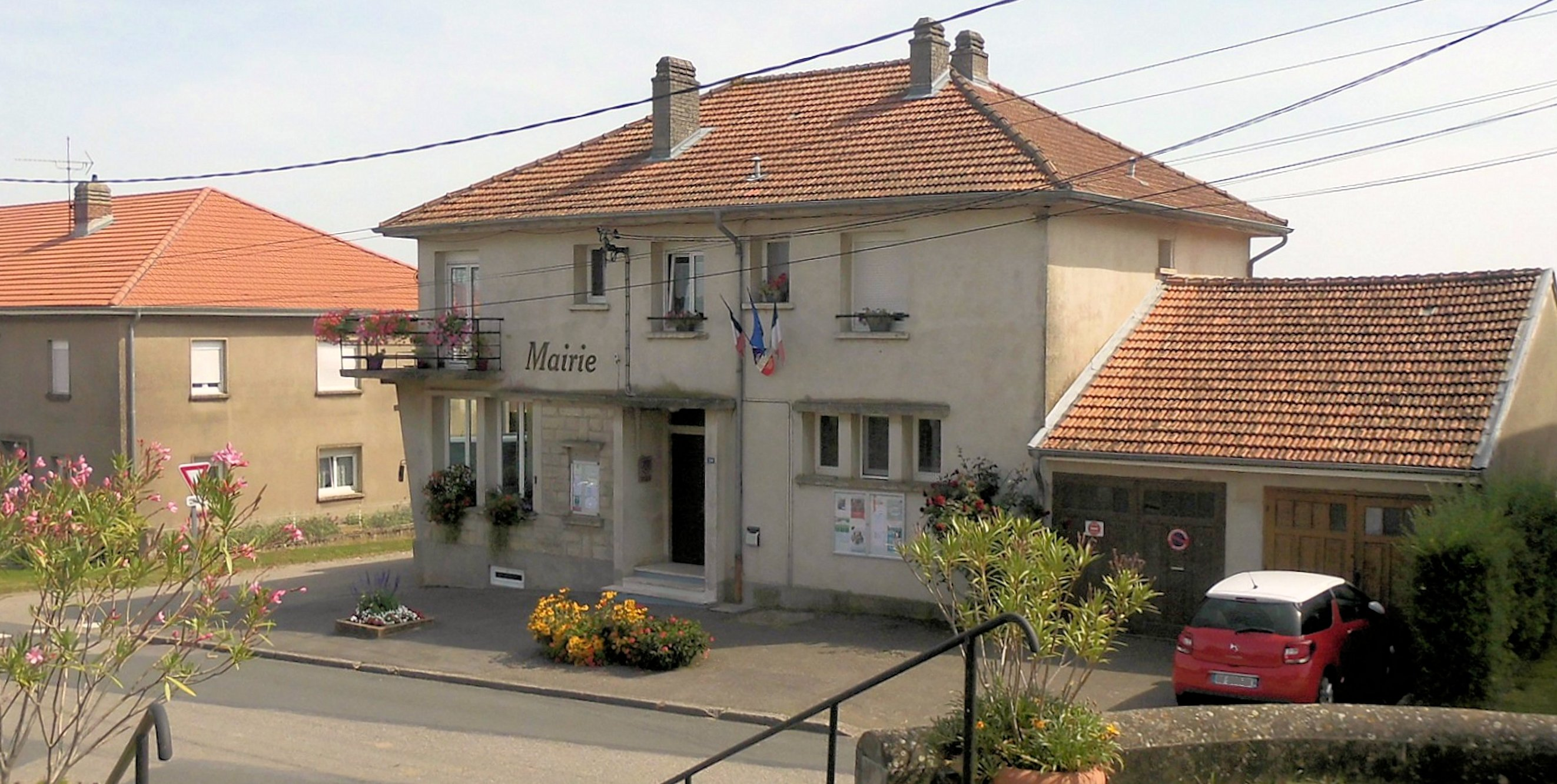
Rathaus (Mairie)

Xanrey ist eine französische Gemeinde mit 110 Einwohnern (Stand 1. Januar 2022) im Département Moselle in der Region Grand Est (bis 2015 Lothringen). Sie gehört zum Arrondissement Sarrebourg-Château-Salins und zum Gemeindeverband Saulnois.

## Geografie
Die kleine Gemeinde Xanrey liegt im Südosten der Landschaft Saulnois, etwa zehn Kilometer südöstlich von Château-Salins, großräumiger gesehen etwa 24 Kilometer nördlich von Lunéville und ca. 30 Kilometer östlich von Nancy. Im 7,77 km² großen Gemeindegebiet von Xanrey entspringen mehrere Bäche, die in das Flüsschen Nard münden, das die Nordgrenze der Gemeinde markiert. Nach Südwesten steigt das waldlose Gelände in der Gemeinde allmählich an und erreicht auf dem Hügel Haut de Chalmont mit 281 m über dem Meer den höchsten Punkt. An den Weinbau in früheren Zeiten erinnert heute noch der Flurname Les Vignes. Im Südwesten grenzt Xanrey an das Département Meurthe-et-Moselle. Nachbargemeinden von Xanrey sind Marsal im Norden (Berührungspunkt), Lezey im Nordosten, Bezange-la-Petite im Südosten, Réchicourt-la-Petite im Süden, Juvrecourt im Südwesten sowie Moyenvic im Nordwesten.

## Geschichte

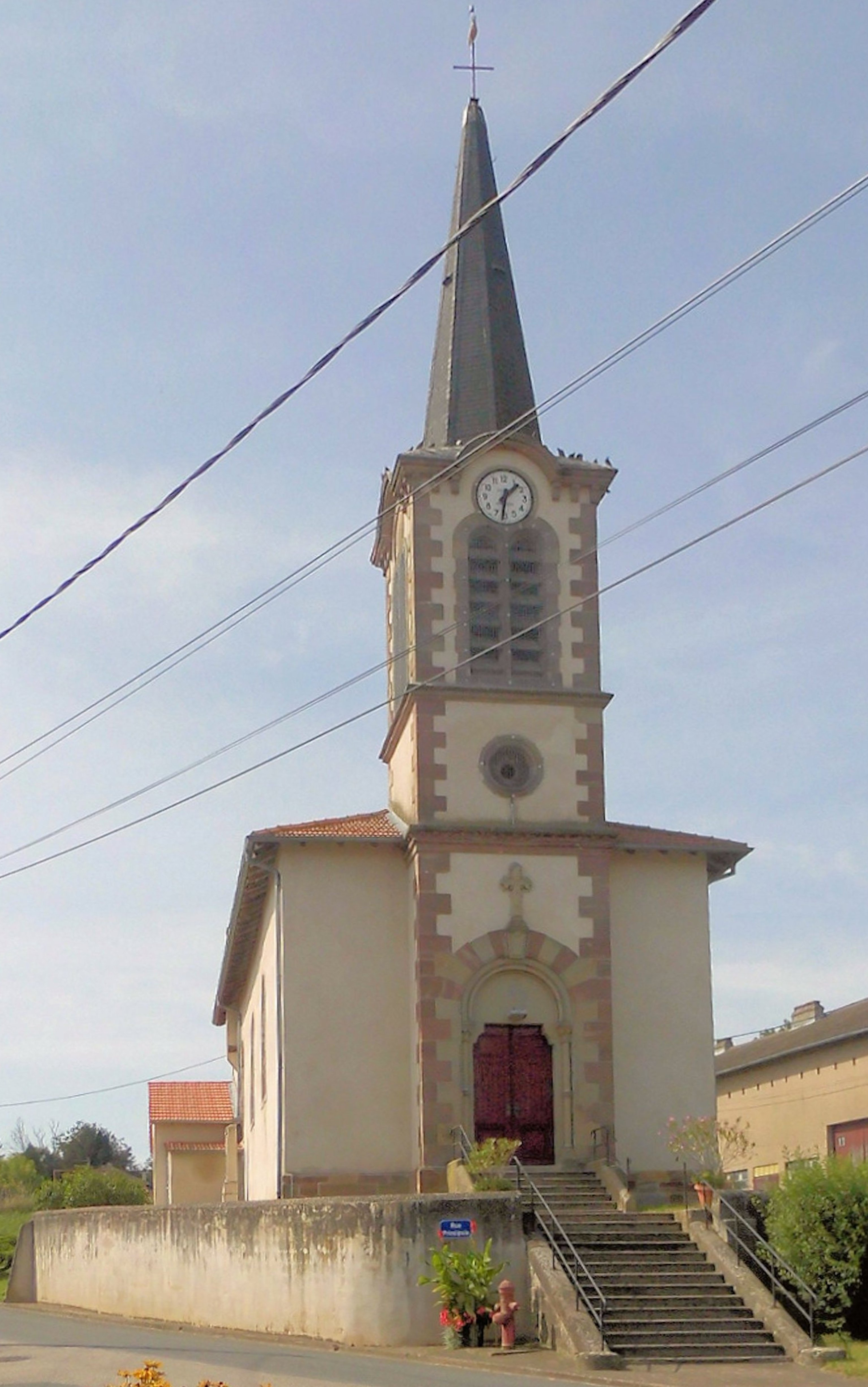
Kirche Mariä Himmelfahrt aus dem 19. Jahrhundert

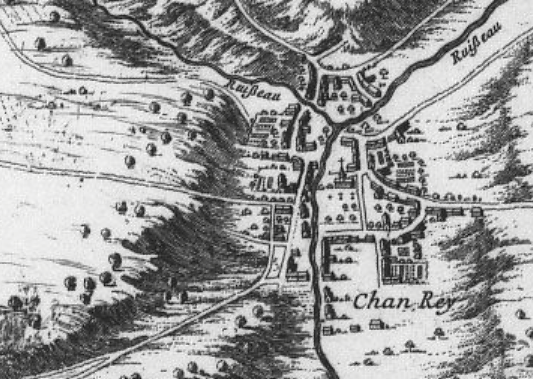
Karte von Xanrey aus dem Jahr 1662

Der Ort Xanrey (lat. Xanreium, ausgesprochen Chanrey) gehörte früher zum Bistum Metz. Ältere Schreibweisen des Ortsnamens sind Chanrey, Chanré und Shanré.
Auf einem Hügel zwischen Juvrecourt und Xanrey wurden Überreste eines merowingischen Friedhofes gefunden. Die Ursprünge des Dorfes gehen vermutlich bis auf das Jahr 521 zurück.
1255 wurde erstmals erwähnt, dass Xanrey der Pfarrei von Moyenvic angegliedert war, abhängig vom Bistum Toul.
1790 gehörte Xanrey zunächst zum Kanton Arracourt, später zum Kanton Vic-sur-Seille im damaligen Département Meurthe.
Im Jahr 1822 waren die 392 Bewohner von Xanrey im Nachbardorf Juvrecourt eingepfarrt. Damals zählte man auf einer landwirtschaftlichen Fläche von insgesamt 749 Hektar 667 Hektar Ackerland, 70 Hektar Wiesen und sieben Hektar Rebflächen.
Durch den Frankfurter Frieden vom 10. Mai 1871 kam die Region an Deutschland und das Dorf wurde dem Kreis Château-Salins im Bezirk Lothringen des Reichslandes Elsaß-Lothringen zugeordnet. Die Dorfbewohner betrieben Getreide-, Obst- und Weinanbau.
Nach dem Ersten Weltkrieg musste die Region aufgrund der Bestimmungen des Versailler Vertrags 1919 an Frankreich abgetreten werden. Das Departement Mosel blieb in seinen geographischen Ausmaßen als Verwaltungseinheit erhalten, wurde jedoch in Département Moselle umbenannt.
Im Zweiten Weltkrieg war die Region von der deutschen Wehrmacht besetzt und stand unter deutscher Verwaltung. Als Grenzort zwischen den Départements Moselle und Meurthe-et-Moselle hatte das Dorf strategische Bedeutung. Die Einwohner flohen teilweise in das Nachbardorf Juvrecourt, die meisten kamen in der Region Toulouse unter, einige gingen nach Voussac im Département Allier.
1944 war Xanrey Schauplatz vieler Kämpfe während der Panzerschlacht von Arracourt. Alle Häuser des Dorfes waren zerstört, nur von der Kirche sind noch Mauerreste erhalten. Vor dem Wiederaufbau verbrachten die zurückgekehrten Einwohner mehrere Jahre in Holzbaracken.
Zwischen 1915 und 1919 hieß die Gemeinde Schenris, von 1940 bis 1944 Serrich.

### Bevölkerungsentwicklung
| Jahr      | 1962 | 1968 | 1975 | 1982 | 1990 | 1999 | 2006 | 2015 | 2022 |
| Einwohner | 141  | 143  | 127  | 117  | 114  | 126  | 108  | 117  | 110  |

Im Jahr 1836 wurde mit 431 Bewohnern die bisher höchste Einwohnerzahl ermittelt. Die Zahlen basieren auf den Daten von cassini.ehess und INSEE.

## Wappen
Blasonierung: „Bordiert in goldenem Schuppenschnitt auf rotem Grund ein silbernes Osterlamm.“ Das Osterlamm war das Wahrzeichen des Kollegiatstifts St. Salvator (Saint-Sauveur) in Metz, dem die Herrschaft Xanrey gehörte. Der goldene Rahmen steht für die Gerichtsbarkeit der Kastellane von Parroy, die Xanrey vorstanden.

## Sehenswürdigkeiten
- Kirche Mariä Himmelfahrt (Église de l’Assomption-de-la-Bienheureuse-Vierge-Marie) aus dem 19. Jahrhundert
- drei Flurkreuze

Siehe auch: Liste der Monuments historiques in Xanrey

## Wirtschaft und Infrastruktur
In der bäuerlich geprägten Gemeinde Xanrey sind sieben Landwirtschaftsbetriebe ansässig (Milchwirtschaft, Rinderzucht).
Durch das Gemeindegebiet von Xanrey führt die Fernstraße D 955 von Metz nach Sarrebourg. Xanrey ist darüber hinaus durch Nebenstraßen mit den Nachbargemeinden Moyenvic, Marsal und Juvrecourt verbunden.

## Belege
1. 1 2  Eugen H. Th. Huhn: Deutsch-Lothringen. Landes-, Volks- und Ortskunde, Stuttgart 1875, S. 519  (google.books.com).
2. ↑  Statistique administrative et historique du département de la Meurthe, 1822, Louis-Antoine Michel
3. ↑  Combat Chronicle (englisch)
4. ↑  Dictionnaire étymologique des noms de lieux en France, A. Dauzat und Ch. Rostaing, Larousse 1963
5. ↑  Xanrey auf cassini.ehess
6. ↑  Xanrey auf INSEE
7. ↑  Wappenbeschreibung auf genealogie-lorraine.fr (französisch)
8. ↑  Landwirtschaftsbetriebe auf annuaire-mairie.fr (französisch)